# Appearances
Appearances é um filme dramático britânico de 1921 dirigido por Donald Crisp. Alfred Hitchcock é creditado como designer de intertítulo. Atualmente é considerado um filme perdido. 

## Elenco
- David Powell como Herbert Seaton
- Mary Glynne como Kitty Mitchell
- Langhorn Burton como Sir William Rutherford
- Mary Dibley como Lady Rutherford
- Marjorie Hume como Agnes
- Percy Standing como Dawkins